# Shanag
Shanag  — рід тероподів з родини дромеозаврид, що жили в ніжньокрейдову епоху на території сучасної Монголії.
Єдиним видом є Shanag ashile. Його назвали й описали Алан Тернер, Санні Хай-цзин Хван і Марк Норелл у 2007 році. Родова назва є відсиланням до учасників тибетських танцювальних містерій Цам. Видова — відсилає до формації Ashile, застарілої назви формації Хехтеег у Монголії, де були знайдені скам'янілі рештки тварини.
Голотип IGM 100/1119 було знайдено в шарах, які ймовірно відносяться до беріаського — баремського ярусів нижньої крейди. Shanag дуже схожий з базальною групою дромеозаврид, таких, як мікрораптор і сінорнітозавр, з чого витікає схожість фауни відкладень Хехтеега, які орієнтовно датуються 130 мільйонами років тому, і китайської екосистеми Жехе (наприклад, тваринами з формації Ісянь. Зразок голотипа приблизно 6 сантиметрів завдовжки, складається з фрагментів верхньої та нижньої щелеп, що містять майже повну праву сторону зубного ряду, і частини пластинчастої кістки.
Shanag був дрібним хижаком. У 2010 році Грегорі С. Пол оцінив його розмір у 1,5 м, а масу — в 5 кг. Shanag демонструє злиття рис дромеозаврид, троодонтид і птахів.
Група науковців під керівництвом Тернера зарахували ящера до дромеозавридів. Їхній кладистичний аналіз виявив приналежність тварини до базальної групи дромеозаврид, але більш просунутих, ніж підродина Unenlagiinae. Пізніший аналіз зарахував їх до Microraptorinae.